# جامسبورگ، نیوجرسی
جامسبورگ (به انگلیسی: Jamesburg) شهری در ایالت نیوجرسی کشور ایالات متحده آمریکا است که جمعیت آن در سرشماری سال ۲۰۱۰ میلادی، ۵٬۹۱۵ نفر بوده‌است.